# John Bates Clark
John Bates Clark (ur. 26 stycznia 1847 w Providence w stanie Rhode Island, zm. 21 marca 1938 w Nowym Jorku) – amerykański ekonomista. Przedstawiciel szkoły neoklasycznej w ekonomii. Jeden z założycieli Amerykańskiego Towarzystwa Ekonomicznego. Wykładał w nowojorskim Columbia University, gdzie był profesorem. Brał aktywny udział w życiu społecznym i naukowym. Pacyfista i propagator Ligi Narodów. W swych pismach zwalczał monopole i głosił wiarę w harmonijny charakter interesów klasowych w liberalnej gospodarce. Jego synem był John Maurice Clark, również ekonomista.

## Dzieła
- Filozofia bogactwa (1886)
- Podział bogactwa (1899)